# Maryniwka (obwód odeski)
Maryniwka – wieś na Ukrainie, w obwodzie odeskim, w rejonie bielajewskim. W 2001 roku liczyła 574 mieszkańców.